# 莱塞尔莫
莱塞尔莫（法語：Les Hermaux，法語發音：[le.z‿ɛʁmo]）是法国洛泽尔省的一个市镇，属于芒德区

## 地理
莱塞尔莫（44°30'58"N, 3°7'54"E）面积17.59 平方千米，位于法国奧克西塔尼大區洛泽尔省，该省份为法国南部内陆省份，北起上盧瓦爾省和康塔爾省，西接阿韦龙省，南至加尔省，东临阿尔代什省。
与莱塞尔莫接壤的市镇（或旧市镇、城区）包括：莱萨尔斯、圣日耳曼迪泰伊、圣皮埃尔德诺加雷、特雷朗。

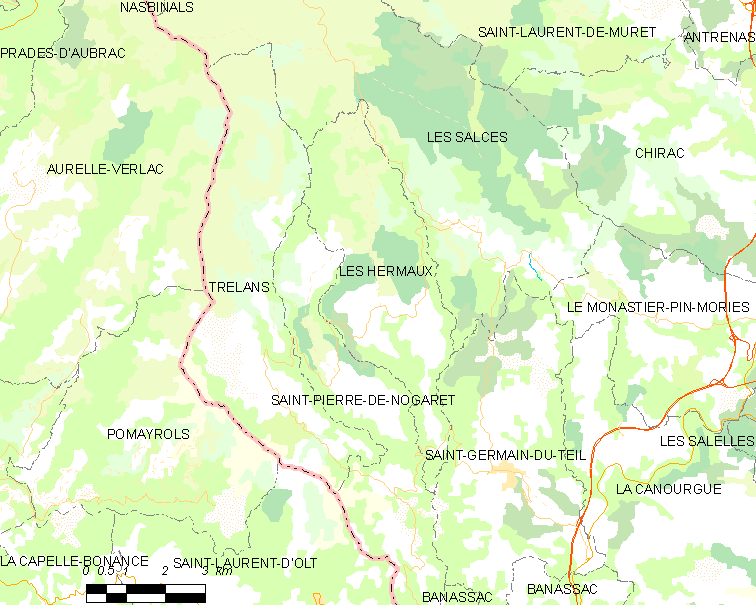
莱塞尔莫的OSM定位图

莱塞尔莫的时区为UTC+01:00、UTC+02:00（夏令时）。

## 行政
莱塞尔莫的邮政编码为48340，INSEE市镇编码为48073。

## 政治
莱塞尔莫所属的省级选区为欧布拉克地区佩尔县。

## 人口

1962-2008年间莱塞尔莫人口变化图示

莱塞尔莫于2022年1月1日时的人口数量为103人。